# Stedelijk Gymnasium Johan van Oldenbarnevelt
Het Stedelijk Gymnasium Johan van Oldenbarnevelt, kortweg JvO, is een gymnasium in de Utrechtse plaats Amersfoort. De school is opgericht in 1376 als Latijnse school, in de 19e eeuw werd het een stedelijk gymnasium. Vanaf 1933 heeft het gymnasium de naam Johan van Oldenbarnevelt, naar de staatsman die rond 1559 op de Latijnse school onderwijs genoot.

## Gebouwen
In 1933 verhuisde het gymnasium van een locatie aan het Plantsoen-West naar nieuwbouw ontworpen door Christiaan Bonifacius van der Tak aan de Groen van Prinstererlaan. Het beeld van Johan van Oldenbarnevelt, in 1911 vervaardigd door August Falise, werd bij die gelegenheid verplaatst van het Stationsplein naar de tuin van het gymnasium. Het gebouw, een rijksmonument, was tot 1993 in gebruik, daarna is het ingericht als kantoorgebouw met de naam 'Het Gymnasium'. De school werd gevestigd aan het Thorbeckeplein. Vanaf 2018 werd het onderwijs wegens een verbouwing tijdelijk gegeven in een onderkomen in de wijk Liendert. Het Amersfoortse gymnasium zit sinds februari 2020 weer in zijn gebouw aan het Thorbeckeplein.

## Bekende oud-docenten en oud-leerlingen
| Periode                        | Naam                           | Functie                | Bekend van                                                                                          |
| ------------------------------ | ------------------------------ | ---------------------- | --------------------------------------------------------------------------------------------------- |
| 16e eeuw                       | Theodorus van der Eem          | Leerling               | Een van de Martelaren van Gorcum, heilig verklaard door paus Pius IX op 29 juni 1887                |
| Omstreeks 1540                 | Paulus Buys                    | Leerling               | Vriend en raadsman prins Willem I, landsadvocaat                                                    |
| Omstreeks 1559                 | Johan van Oldenbarnevelt       | Leerling               | Staatsman en landsadvocaat                                                                          |
| Omstreeks 1580                 | Nicolaas Zoesius               | Leerling               | Bisschop van 's-Hertogenbosch 1615-1625                                                             |
| Eind 19e eeuw                  | Jules Cornelis van Randwijck   | Leerling               | Burgemeester van Amersfoort                                                                         |
| Omstreeks 1870                 | Franciscus Kenninck            | Leerling               | Oudkatholiek aartsbisschop van Utrecht                                                              |
| 11 december 1889 - 31 mei 1893 | Herman Gorter                  | Leraar klassieke talen | Dichter                                                                                             |
| ca. 1890                       | Carel Gerretson                | Leerling               | Historicus, politicus en dichter                                                                    |
| ca. 1900                       | Godefridus Johannes Hoogewerff | Leerling               | Kunsthistoricus, directeur Koninklijk Nederlands Instituut te Rome                                  |
| 1902-1903                      | Jan Donner                     | Leerling               | Minister van Staat 1971-1981, minister van Justitie 1926-1933, president van de Hoge Raad 1946-1961 |
| 1966 - 1972                    | Pieter Broertjes               | Leerling               | Hoofdredacteur de Volkskrant, burgemeester van Hilversum                                            |
| 1969 - 1975                    | Rosita Steenbeek               | Leerling               | Schrijfster                                                                                         |
| 1971 - 1977                    | Pieter Jan Hagens              | Leerling               | televisiepresentator                                                                                |
| 1971 - 1977                    | Diana de Wolff                 | Leerling               | Rechter, voorzitter Eerste Kamerfractie GroenLinks                                                  |
| 1971 - 1978                    | Menno Lievers                  | Leerling               | Schrijver, atleet, filosoof Universiteit Utrecht                                                    |
| 1973 - 1979                    | Erik van 't Wout               | Leerling               | Acteur (Q & Q, A Bridge Too Far), filmmaker                                                         |
| 1974 - 1976                    | Willem Jeths                   | Leerling               | Componist (Componist des Vaderlands)                                                                |
| 1982 - 1988                    | Menno Snel                     | Leerling               | Oud-staatssecretaris van Financiën in het kabinet-Rutte III                                         |
| Tot ≈ 1997                     | Sebastiaan van 't Erve         | Leerling               | Oud-wethouder van Amersfoort en oud-burgemeester van Lochem                                         |
| 1998 - 2004                    | Daniël Stellwagen              | Leerling               | Schaker                                                                                             |
| 2002 - 2003                    | Sywert van Lienden             | Leerling               | Ondernemer en politiek activist                                                                     |
| 2003 - 2009                    | Roel Maalderink                | Leerling               | Programmamaker, presentator en mediajurist                                                          |
| 2011 - 2018                    | Twan Vet                       | Leerling               | Dichter                                                                                             |
| 2014 - 2020                    | Puck Pieterse                  | Leerling               | Wereldkampioen mountainbiken en Europees kampioen veldrijden                                        |